# ブルシーロフ攻勢
ブルシーロフ攻勢（ブルシーロフこうせい、ロシア語: Брусиловский прорыв、 ドイツ語: Brussilow-Offensive、ウクライナ語: Брусилівський прорив）は、第一次世界大戦中の1916年6月4日から9月20日にかけて、ロシア帝国軍と中央同盟諸国軍がガリツィア付近で戦った戦闘。現場は現在のウクライナ西部ガリツィアおよびブコビナであり、リヴィウ、コーヴェリ、およびルーツィク付近で展開された。会戦名は本作戦の発案者でもあるロシア南西方面軍司令官のアレクセイ・ブルシーロフ将軍の名からつけられた。
フロリダ大学のグレイドン・タンストール教授はブルシーロフ攻勢を「オーストリア・ハンガリー軍にとって最悪の惨敗であり、協商国にとって最良の勝利であった」と述べている。両軍あわせて200万人前後の死傷者を計上、これはのちの第二次世界大戦のスターリングラードの戦いに並ぶ数である。

## 背景
1916年前半にフランス軍はロシア軍に対して、東部戦線で攻勢に出ることでドイツ軍の戦力を分散させ、ヴェルダンへの攻撃を軽減させて欲しいと助けを求めた。要請を受けたロシア軍はヴィリニュス近郊のナーロチ湖の戦いでドイツ軍に攻撃を仕掛けたが、兵力が35万人のロシア軍は7万人前後のドイツ軍に敗北を喫し、その上5倍近い損失を出す結果に終わった。
1916年夏、同様の目的でイギリス軍がソンム攻勢を開始したがすぐに膠着状態に陥り、連合国の西欧諸国は再びロシア軍に助けを求めねばならなくなった。ロシア軍参謀本部（スタフカ）は、西方面軍と北部方面軍による攻勢を計画し、南西方面軍のアレクセイ・ブルシーロフ将軍には、主攻勢を補助する牽制目的の攻勢を予定していたが、ブルシーロフは、自らが指揮する南西方面軍よるガリツィアのオーストリア軍への攻勢を提案した。当時、イタリア戦線では、オーストリア・ハンガリー軍の攻勢が始まってイタリア軍は押されており、さらに西方面軍による攻勢準備は遅れているのに対して、ブルシーロフの南西方面軍による攻勢準備はもっとも進んでいたので、スタフカはブルシーロフの攻勢案を承認した。

## ロシアの計画
西方方面軍のアレクセイ・エーヴェルト司令官は先のナーロチ湖の戦いを指揮した将軍の一人だった。彼は守勢を保つことを主張して、ブルシーロフの攻勢計画に真っ向から反対した。1915年から陸軍は皇帝ニコライ2世の指導下に置かれており、作戦の裁可を決める立場にあった。エーヴェルトはツァーリとロマノフ家の熱心な支持者であったが、ニコライ2世は彼を退けてブルシーロフの計画を承認した。目標は前年に失ったコーヴェリとリヴォフの奪回であった。ロシア軍参謀本部もブルシーロフの攻勢案を承認したが、両隣の各軍が南西方面軍を支援することについては却下した。
西側諸国からの強い圧力でロシア軍は予定より早く実施すべく攻勢の準備を急いだ。ブルシーロフは歩兵40個師団と騎兵15個師団からなる4個軍を作戦地域に集結させた。対するのはオーストリア軍の歩兵39個師団と騎兵10個師団で、三重に防衛線を構築していた。加えてドイツ軍からの増援が見込まれていた。ロシア軍はオーストリア軍の防衛線に忍び寄って100ヤードないし75ヤード程度の距離まで近づいた。ブルシーロフは300マイル幅の正面にわたって奇襲攻撃を準備した。参謀本部は攻勢正面の幅を狭めて兵力を集中させることをうながしたが、ブルシーロフは彼の計画にこだわり、参謀本部も折れた。

## 戦闘
6月4日、ロシア軍は大規模かつ正確だが比較的短時間の砲撃をオーストリア軍防衛線に対して行い、攻勢を開始した。この攻勢の鍵は短時間だが正確な砲撃を行うことであり、これまでの終日にわたる集中砲撃が防衛側に予備軍を呼び寄せ、前線の塹壕を放棄する余裕を与えていたのと対照的であった。最初の攻撃は成功しオーストリア軍の前線は崩壊し、ブルシーロフの4個軍の内3個軍は幅広い戦線で前進した。
この突破の成功はオーストリア軍戦線の弱点をついて突破口を開き、主力の前進を可能にするためにブルシーロフが考案した「突撃部隊」 (ударная группировка) によるところが大きかった。ブルシーロフの革新的戦術は、のちに西部戦線で用いられることになるドイツ軍の浸透戦術（別名「ユティエ戦術」）の先駆けであった。
6月8日、南西正面軍はルーツクを占領した。オーストリアのヨーゼフ・フェルディナント大公はからくもロシア軍が入ってくる前に市を脱出できたが、このことからもロシア軍の前進の速さがわかる。オーストリア軍は全面的に敗走を始め、ロシア軍は20万人以上の捕虜を得た。しかしブルシーロフの部隊も過剰に展開し過ぎたため、彼は以降の作戦の成否はエーヴェルトの部隊による攻勢次第であると通告した。にもかかわらずエーヴェルトは攻勢を延期し続け、ドイツ軍最高司令部に東部戦線に援軍を送る時間を与えてしまった。
ルーツク陥落の日に行われた会議で、ドイツのファルケンハイン参謀総長はオーストリアのコンラート・フォン・ヘッツェンドルフ元帥に、イタリア戦線から兵力を抽出してガリツィヤのロシア軍に対して送るよう説得した。ヒンデンブルク将軍はドイツの良好な鉄道網を利用して再び東部戦線への素早い増援に成功した。
ようやく6月18日にエーヴェルト指揮のもと、弱体な兵力による準備不足の攻勢が開始された。6月24日に、アレクサンダー・フォン・リンシンゲン将軍はコーヴェリの南のロシア軍を攻撃し、ロシア軍の攻勢を一時的に食い止めた。6月28日にブルシーロフは自部隊の攻勢を再開して、補給不足にもかかわらず9月20日にはカルパチア山脈に到達した。ロシア軍最高司令部はエーヴェルトの戦線から兵を引き抜いてブルシーロフのもとに増援を送ったが、ブルシーロフは兵を増やしても自部隊の戦線が混乱するだけであるとそのような増援には強く反対していた。やがて敵味方共に疲弊し、ドイツ・オーストリア軍に蹂躙されたルーマニア支援のためロシア軍は部隊を送る必要が生じたため、9月末にようやく攻勢は終了した。

## 結果
作戦の第一目的はドイツ軍がヴェルダン攻勢を中止して東部戦線に大きな増援部隊を送らざるを得なかったことにより達成された。オーストリア＝ハンガリー軍は150万人の損失（捕虜40万人）を出し、これ以降二度と攻勢作戦に成功することができず、軍事的勝利はドイツ軍に全面的に依存することとなった。また攻勢初期の成功をみてルーマニアが連合国側に立って参戦することとなったが、ルーマニアはその後壊滅的な打撃を受けることとなる。しかし、このルーマニア王国は当時ヴィルヘルム2世の家系であるホーエンツォレルン家の親戚にあたるものでその親戚が裏切り行為ともいえる参戦を決定したことにより大きな衝撃を与えている。また遠因的に多大な犠牲を払っていたヴェルダン攻勢を中止したことにより参謀総長のファルケンハインが更迭され、後任のヒンデンブルク、ルーデンドルフが就任したことによりルーデンドルフ独裁が始まり、結果後にアメリカの参戦という流れを汲んでいる。
ロシアも約50万人の大きな損失を出したが、ロシア軍兵力の膨大さを考えると、この損失は軍事的には許容できるものであった。ブルシーロフ攻勢は第一次世界大戦におけるロシアの軍事的努力の頂点をなし、その絶妙な計画と指揮はロシア帝国陸軍においてまれなものであった。これ以降陸軍が払った多大な犠牲にもかかわらず国内での政治・経済面での状況は悪化し、ロシア軍の戦力は下降線をたどることになる。
攻勢はロシアの戦術の質的な目覚しい進歩を示すものであった。ブルシーロフは比較的少数の特別に訓練された部隊を用いてオーストリア軍の塹壕線の弱点を襲い、ロシア軍主力の前進に必要な突破口を開けた。この衝撃戦術はこれまでこの戦線に特徴的だった人海戦術からの注目すべき変化であった。皮肉にもロシアは大量の砲撃と大量突撃という古代時代から続く数の戦いという常識から抜け出せなかったため、ブルシーロフの戦術の真価を理解できず、これを1918年に西部戦線において「襲撃部隊」（"Sturmabteilung"）という形で用いて大きな戦果を上げたのはドイツ軍であり、西側連合軍もあわててこれを模倣して更に大きな戦果を上げた。衝撃戦術と浸透戦術は第二次世界大戦でのドイツ軍の電撃戦や、ドイツに対する西側連合軍の攻勢で大きな役割を演じ、その後も朝鮮戦争、第一次インドシナ戦争などでも続けられ、大規模な塹壕戦の時代はアフリカを除いて終わりを告げた。

## 資料
- B. P. Utkin Brusilovskij proryv (2001) （ロシア語）（2012年4月18日時点のアーカイブ）
- Liddell Hart, B.H. The Real War: 1914–18 (1930), pp. 224–227.
- Операция русского Юго-Западного фронта летом 1916 года （ロシア語）（2011年11月26日時点のアーカイブ）
- Schindler J. "Steamrollered in Galicia: The Austro-Hungarian Army and the Brusilov Offensive, 1916", War in History, Vol. 10, No. 1. (2003), pp. 27–59.
- Tucker, Spencer The Great War: 1914–18 (1998) ISBN 9780253211712